# Argiope magnifica
Argiope magnifica är en spindelart som beskrevs av Ludwig Carl Christian Koch 1871. Argiope magnifica ingår i släktet Argiope och familjen hjulspindlar. Inga underarter finns listade i Catalogue of Life.